# Gryon obesum
Gryon obesum är en stekelart som beskrevs av Lubomir Masner 1983. Gryon obesum ingår i släktet Gryon och familjen Scelionidae. Inga underarter finns listade i Catalogue of Life.